# Костогризове (зупинний пункт)
Костогри́зове — пасажирський зупинний пункт Херсонської дирекції Одеської залізниці на лінії Снігурівка — 51 км, розташований між станціями Братолюбівка (21 км) та Сірогози (21 км).
Розташований за кількасот метрів від села Славне Горностаївського району Херсонської області.